# فأرينات
فأرينات (الاسم العلمي: Muroidea) هو فيلق من الحيوانات الثديية تتبع رتبة القوارض من طائفة الثدييات.

## فصائل
- الفأرية
- القدادية

## أجناس
- جرذ القطن